# Anua sherlokensis
Anua sherlokensis är en fjärilsart som beskrevs av Embrik Strand 1913. Anua sherlokensis ingår i släktet Anua och familjen nattflyn. Inga underarter finns listade i Catalogue of Life.